# Duch brazylijski
Duch brazylijski, duch amazoński (Apteronotus albifrons) – gatunek słodkowodnej ryby z rzędu Gymnotiformes i rodziny Apteronotidae, aktywnie wykorzystującej zmysł elektrorecepcji, hodowany w akwariach.

## Warunki hodowlane
| Zalecane warunki w akwarium | Zalecane warunki w akwarium |
| --------------------------- | --------------------------- |
| Zbiornik                    | minimum 200 litrów          |
| Temperatura wody            | 24–28 °C                    |
| Twardość wody               | 4–15°n                      |
| Skala pH                    | 6–7,5                       |
| Pokarm                      | żywy                        |

## Występowanie
Ameryka Południowa: od Wenezueli po rzeki Paragwaj i Parana oraz w peruwiańskich dopływach Amazonki. 
Zasiedla szybko płynące wody nad piaszczystym dnem o temperaturze 24–28 °C.

## Opis

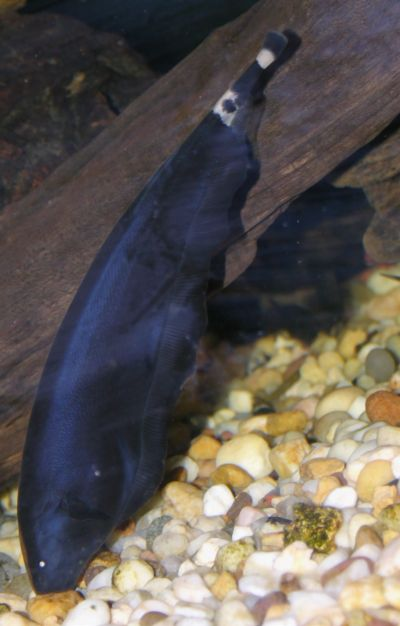
Duch brazylijski w akwarium

Dorasta do 50 cm długości. Kształt ciała ducha brazylijskiego jest typowy dla większości Gymnotiformes – wydłużony, silnie bocznie ścieśniony, zwężający się ku tyłowi – przypomina kształt noża (do tego nawiązuje angielska nazwa knifefish, ryba-nóż). Płetwa odbytowa silnie wydłużona i umięśniona. Ubarwienie ciała czarne z jasnymi przebarwieniami na trzonie i płetwie ogonowej. Nie udokumentowano rozmnażania w akwarium.
Jego narządy elektryczne – utworzone z przekształconej tkanki nerwowej – wytwarzają słabe pole elektryczne o częstotliwości ok. 1 kHz wykorzystywane do elektronawigacji i wyszukiwania ofiary w ciemnościach lub w wodzie silnie zamulonej. Na całej powierzchni ciała, od głowy do ogona, rozmieszczone są dwa rodzaje licznych i bardzo czułych, wyspecjalizowanych elektroreceptorów: jedne wykrywają zmiany pola elektrycznego wysokiej częstotliwości generowanego przez własne narządy elektryczne (elektrorecepcja aktywna), drugie (ampułkowe) odbierają sygnały niskiej częstotliwości generowane przez inne organizmy znajdujące się w wodzie (elektrorecepcja pasywna). W narządzie linii bocznej znajdują się dodatkowo mechanoreceptory.

## Odżywianie
Duch brazylijski prowadzi nocny tryb życia. Żywi się głównie larwami owadów, a także innymi, drobnymi bezkręgowcami. 

## Znaczenie gospodarcze
Nie posiada znaczenia jako ryba konsumpcyjna. Jest chętnie hodowany w akwarium.